# Бијск
Бијск (рус. Бийск) град је у Русији у Алтајском крају. Према попису становништва из 2010. у граду је живело 210.055 становника.

## Становништво
Према прелиминарним подацима са пописа, у граду је 2010. живело 210.055 становника, 8.507 (3,89%) мање него 2002.
| 1939.  | 1959.   | 1970.   | 1979.   | 1989.   | 2002.   | 2010.   |
| ------ | ------- | ------- | ------- | ------- | ------- | ------- |
| 80.339 | 146.416 | 186.344 | 211.567 | 233.238 | 218.562 | 210.155 |